# Polisregion Stockholm
Polisregion Stockholm är en svensk polisregion inom Polismyndigheten som verkat från 2015. Polisregionen omfattar Stockholms län och Gotlands län och har sin huvudort i Stockholm.

## Organisation
Polisregion Stockholm bildades den 1 januari 2015, och är en av sju regioner i Sverige. Regionen består av Gotlands län och Stockholms län, där Gotlands län utgör ett polisområde och Stockholms län utgör tre polisområden. Respektive polisområde är vidare indelat i lokalpolisområden. Polisregionerna ersatte de tidigare till antalet 21 polismyndigheterna. Polisregion Stockholm leds från Stockholm, och har det samlade ansvaret för polisverksamheten inom regionen. Ett ansvar som bland annat omfattar utredningsverksamhet, brottsförebyggande verksamhet och service.

### Gotlands län
Gotlands län är ett av fyra polisområden i regionen. Polisområdet har sitt huvudsäte i Visby och består av ett lokalpolisområde.
Polisstationer i länet
- Hemse
- Visby

### Stockholms län
Stockholms län utgör tre av fyra polisområden i regionen. Polisområdena är Nord, City och Syd, vilka i sin tur består av ett antal lokalpolisområden.
Innan 2015 var polisverksamheten i länet organiserad i Polismyndigheten i Stockholms län.

## Regionpolischefer
- 2015–2020: Ulf Johansson
- 2020–2022: Mats Löfving [a]
- 2022–2023: Mattias Andersson [b]
- 2024–20xx: Mattias Andersson [c]